# Liste d'abbayes augustiniennes de France

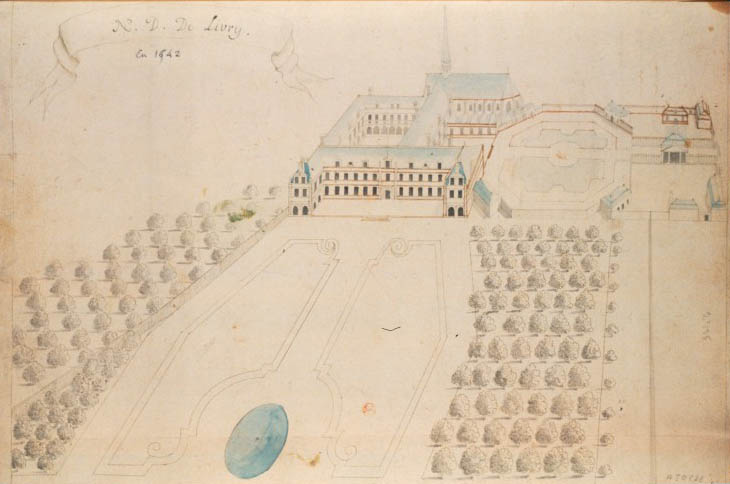
Abbaye de Livry (Livry-Gargan, Seine-Saint-Denis).

Cet article répertorie les abbayes augustiniennes actives ou ayant existé sur le territoire français actuel. Il s'agit des abbayes de religieux (chanoines réguliers, chanoinesses régulières) suivant la règle de saint Augustin, à l'exclusion des Prémontrés, des Croisiers, des Antonins, de l'ordre de Notre-Dame du Mont-Carmel et de Saint-Lazare et des Teutoniques.
Ces abbayes ont formé, à différentes époques, des congrégations ou des groupements, dont les principaux, pour les abbayes françaises, sont :
- la congrégation d'Arrouaise (Arroasiens)
- les chanoines réguliers du Mont-Saint-Éloi
- les chanoines réguliers d'Hérival, en Lorraine (?-1747)
- la congrégation de Saint-Ruf (Rufiniens)
- les chanoines réguliers de Saint-Quentin de Beauvais
- la congrégation de France (génovéfains), dont le siège était l'abbaye Sainte-Geneviève de Paris
- la congrégation de Chancelade
- la congrégation d'Abondance
- la congrégation du Val-des-Écoliers (1201-1637)
- la congrégation de Pébrac
- le groupement de la Roë
- le groupement de Bourg-Achard
- le groupement de Marbach (1089-1464)
- la congrégation de Notre-Sauveur
- la congrégation de Saint-Victor (Victorins)
- la congrégation de l'Immaculée-Conception
- la congrégation de Windesheim (Windesheimiens)
- les chanoines réguliers de Marie Mère du Rédempteur
- les chanoines réguliers de la Mère de Dieu (1969)

Les congrégations actuelles sont réunies dans une confédération des chanoines réguliers de saint Augustin.
Les dates indiquées entre parenthèses correspondent au début et à la fin du statut d'abbaye augustinienne, mais ne coïncident pas obligatoirement avec la création et à la disparition du monastère.
Les abbayes actives sont signalées en caractères gras.
Ne figurent pas dans cette liste les prieurés dépendant des abbayes citées.
- Haut – A
- B
- C
- D
- E
- F
- G
- H
- I
- J
- K
- L
- M
- N
- O
- P
- Q
- R
- S
- T
- U
- V
- W
- X
- Y
- Z

## A
- Abbaye Notre-Dame d'Abondance, au diocèse de Genève (1144-1604) (Abondance, Haute-Savoie) - À la tête de la congrégation d'Abondance. L'abbaye passe en 1604 à la congrégation des Feuillants.
- Abbaye royale d'Aiguevive, au diocèse de Tours (chanoines) (Faverolles-sur-Cher, Loir-et-Cher)
- Abbaye d'Airvault, au diocèse de La Rochelle (Airvault, Deux-Sèvres)
- Abbaye de Saint-Acheul, chanoines (1145-1790) (Amiens, Somme) au diocèse d'Amiens
- Abbaye Saint-Martin-aux-Jumeaux, chanoines (1109-1634) (Amiens, Somme) [2].
- Abbaye Toussaint d'Angers (1118-?) (Angers, Maine-et-Loire)
- Abbaye Sainte-Croix d'Angle, au diocèse de Poitiers (primitivement bénédictine, puis augustinienne de 1211 à la Révolution française) (Angles-sur-l'Anglin, Vienne)

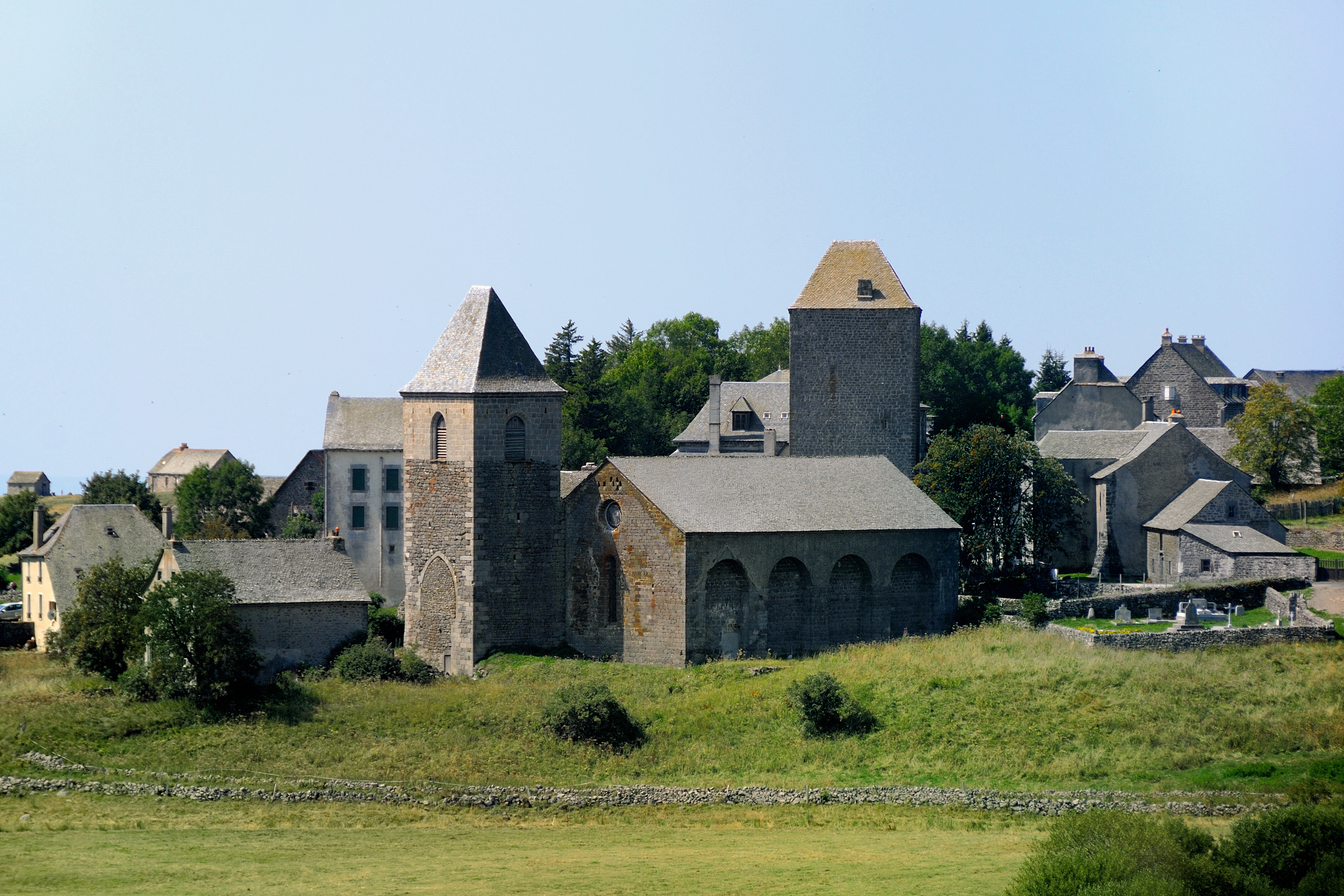
Domerie d'Aubrac.

- Abbaye Notre-Dame des Angles, au diocèse de Luçon (Angles, Vendée)
- Abbaye Saint-Nicolas d'Arrouaise, siège de la congrégation d'Arrouaise
- Abbaye des Aubats : voir abbaye Saint-Laurent-lès-Cosne à Saint-Laurent-l'Abbaye, Nièvre.
- Domerie d'Aubrac (1160-1793) (Saint-Chély-d'Aubrac)
- Abbaye Saint-Gaucher d'Aureil, chanoines, diocèse de Limoges (1078-1647) (Haute-Vienne)
- Abbaye Notre-Dame d'Autrey, au diocèse de Toul (Autrey, Vosges)
- Abbaye Saint-Ruf d'Avignon

## B
- Abbaye de Barr (Alsace)
- Abbaye Notre-Dame de La Barre, au diocèse de Soissons (chanoinesses)
- Abbaye Notre-Dame de Beaugency, au diocèse d'Orléans (chanoines) (Beaugency, Loiret) [3].
- Abbaye de Beaulieu, au diocèse de Boulogne (chanoines) (Ferques, Pas-de-Calais)
- Abbaye Notre-Dame de Beaulieu, au diocèse de Saint-Malo (chanoines) (Mégrit, Côtes-d'Armor)
- Abbaye Notre-Dame de Beaulieu-lès-Mans (= Beaulieu-lez-Le Mans), chanoines, diocèse du Mans (Le Mans, Sarthe)
- Abbaye Notre-Dame de Beaulieu (1112-?) (Trannes, Aube) - Devenue ultérieurement norbertine.
- Abbaye de Beaumont, au diocèse de Vabres
- Abbaye Saint-Quentin de Beauvais, au diocèse de Beauvais (1067-?) (Beauvais, Oise)
- Abbaye Sainte-Trinité de Belchamp, au diocèse de Toul puis Nancy (Méhoncourt, Meurthe-et-Moselle)
- Abbaye de Belleville-en-Beaujolais (1164-?) (Belleville)
- Abbaye Saint-Barthélémy de Bénévent, au diocèse de Limoges (Bénévent-l'Abbaye, Creuse)
- Abbaye Saint-Romain de Blaye, diocèse de Bordeaux (Blaye, Gironde)
- Abbaye Saint-Vincent de Bourg (Gironde)
- Abbaye du Notre-Dame de Bourg-Moyen (ou Notre-Dame de Blois), au diocèse de Blois
- Abbaye Saint-Ambroise (ou Ambrois ou Ambroix) de Bourges (Bourges, Cher) [4],[5]

## C
- Abbaye de Cantimpré, au diocèse de Cambrai
- Prieuré de Cassan (Roujan, Hérault)
- Abbaye Saint-Hilaire-de-la-Celle (Poitiers)
- Abbaye Saint-Pierre de Cellefrouin, diocèse d'Angoulême (Cellefrouin, Charente)
- Abbaye Notre-Dame de Celle, près de Niort, au diocèse de Poitiers
- Abbaye Notre-Dame de Chaâge, au diocèse de Meaux (chanoines)
- Abbaye royale de Sainte-Périne de Chaillot, au diocèse de Paris (chanoinesses) dite précédemment: Notre-Dame-de-la-Paix - Constituée par la réunion de l'abbaye Sainte-Geneviève de Nanterre et de Sainte-Périne de La Villette en 1746.
- Abbaye de Toussaint, au diocèse de Châlons-sur-Marne (chanoines) (Châlons-sur-Marne, Marne)
- Abbaye Saint-Pierre de Champagne (Champagne, Ardèche), siège de la congrégation des chanoines réguliers de Saint-Victor (nommée d'après l'abbaye Saint-Victor de Paris)[6].
- Abbaye Notre-Dame de Chancelade, chef de la congrégation de Chancelade (1147-1790) (Chancelade, Dordogne)[7].
- Abbaye Saint-Serein de Chantemerle, au diocèse de Troyes (chanoines)
- abbaye de Chantoin, cédée aux Carmes déchaussés en 1637 (Clermont-Ferrand).
- Abbaye de la Madeleine de Châteaudun, au diocèse de Chartres (Châteaudun, Eure-et-Loir)
- Abbaye Saint-Martin de Château-l'Abbaye, chanoines, diocèse de Cambrai puis Arras (870-1135) (Château-l'Abbaye, Nord)
- Abbaye Saint-Séverin de Château-Landon, au diocèse de Sens (Château-Landon, Seine-et-Marne)
- Abbaye Notre-Dame de Châtillon (Châtillon-sur-Seine, Côte-d'Or)
- Abbaye Notre-Dame-de-l'Assomption de Châtre, au diocèse de Saintes (Saint-Brice, Charente)
- Abbaye de Châtrices, au diocèse de Châlons-sur-Marne (Châtrices, Marne)
- Abbaye Saint-Pierre de Chaumousey, au diocèse de Toul puis Saint-Dié (Chaumousey, Vosges)
- Abbaye royale Saint-Nicolas de Cheminon, au diocèse de Châlons-sur-Marne (Cheminon, Marne)
- Abbaye Saint-Jean-Baptiste de Chocques, au diocèse de Thérouanne, puis de Saint-Omer, puis d'Arras (Chocques, Pas-de-Calais)
- Abbaye de Clairefontaine, au diocèse de Chartres
- Abbaye de Clairfay, au diocèse d'Amiens (Varennes-en-Croix, Somme)
- Abbaye Notre-Dame de Corneville, au diocèse de Rouen, chanoines (1143-?) (Corneville-sur-Risle, Eure)
- Abbaye royale Notre-Dame de La Couronne, au diocèse d'Angoulême (Charente)
- Abbaye Saint-Calixte de Cysoing, au diocèse de Tournai (Cysoing, Nord)

## D
- Abbaye Notre-Dame de Daoulas (?-1692) (Daoulas, Finistère) [8].
- Abbaye Saint-Étienne de Dijon (?-1613)
- Abbaye de Domèvre (ou Dom-Epvre), au diocèse de Toul puis Nancy (?-1010) (Domèvre-sur-Vezouze, Meurthe-et-Moselle)
- Abbaye Saint-Jean-l'Évangéliste de Doudeauville, diocèse de Boulogne, chanoines (1142-1789) (Doudeauville, Pas-de-Calais)

## E

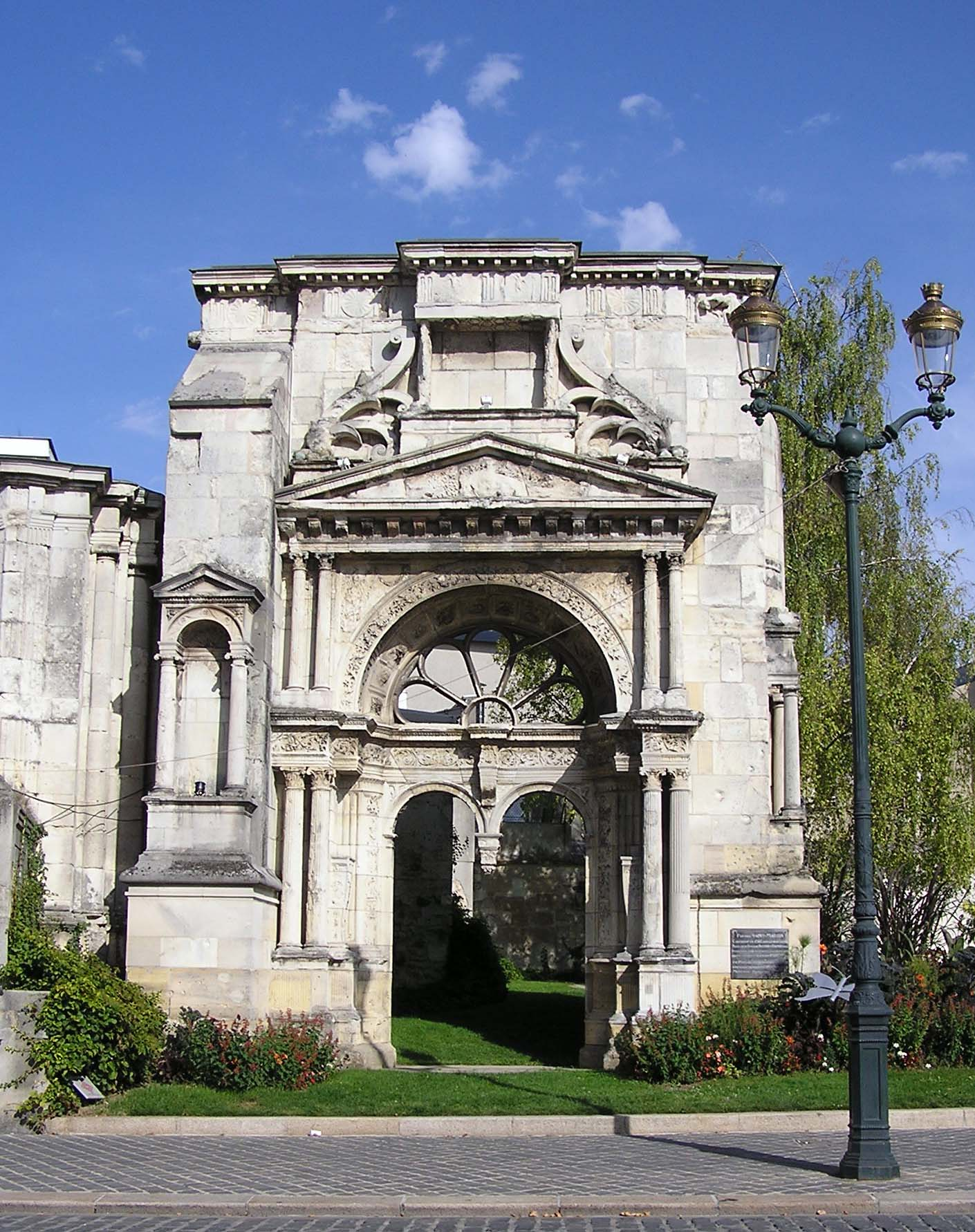
Portail Saint-Martin d'Épernay.

- Abbaye d'Eaucourt, près de Bapaume, au diocèse d'Arras
- Abbaye d'Entremont, au diocèse de Genève (chanoines) (Entremont, Haute-Savoie)
- Abbaye Saint-Martin d'Épernay[9], au diocèse de Reims (chanoines) (Épernay, Marne)
- Abbaye d'Essay (ou Essai), chanoinesses, diocèse de Séez (Essay, Orne)
- Abbaye Saint-Ferréol d'Essômes, au diocèse de Soissons (Essômes-sur-Marne, Aisne)
- Abbaye Notre-Dame (puis Saint-Laurent) d'Eu, au diocèse de Rouen, chanoines (1119-?) (Eu)

## F
- Abbaye Saint-Jean-Baptiste de Falaise (Falaise (Calvados))
- Abbaye de Filly (Sciez, Haute-Savoie)
- Abbaye Saint-Volusien de Foix, au diocèse de Pamiers (chanoines) (Foix, Ariège)
- Abbaye de Fontaine-le-Comte, au diocèse de Poitiers (Fontaine-le-Comte, Vienne)
- Abbaye Notre-Dame des Fontenelles, diocèse de Luçon (ancienne commune de Saint-André-d'Ornay, actuellement La Roche-sur-Yon, Vendée)

## G
- Abbaye de Gâtines, au diocèse de Tours (chanoines) (Villedômer, Indre-et-Loire)
- Abbaye la Magdeleine de Geneston, au diocèse de Nantes (chanoines) (Montbert)
- Abbaye Notre-Dame de Goaille, diocèse de Besançon puis Saint-Claude (1207-?) (Salins-les-Bains, Jura)
- Abbaye Notre-Dame de Gercy, au diocèse de Paris, à Varennes-Jarcy en Essonne 1260-1515, puis bénédictine 1515-1791.
- Abbaye du Grandvaux, diocèse de Besançon (Grande-Rivière, Jura)
- Abbaye de Grosbot (Charras, Charente)[10].
- Abbaye Sainte-Croix de Guingamp, au diocèse de Tréguier (chanoines) (Guingamp, Côtes-d'Armor)

## H
- Abbaye Notre-Dame de Ham, au diocèse de Noyon, Congrégation de France (génovéfains)
- Notre-Dame d'Hénin-Liétard, chanoines (ancienne commune d'Hénin-Liétard, actuellement Hénin-Beaumont), Pas-de-Calais)
- Prieuré d'Hérival, au diocèse de Saint-Dié
- Abbaye d'Hérivaux, au diocèse de Paris (Luzarches, Val-d'Oise)

## I
- Abbaye de l'Isle-en-Médoc, au diocèse de Bordeaux
- Abbaye d'Ivernaux, au diocèse de Paris

## J
- Abbaye royale Saint-Jean-Baptiste du Jard (1199-1791) (Voisenon, Saine-et-Marne)
- Abbaye Notre-Dame de Juilly (1184-1637) (Juilly, Seine-et-Marne)

## L
- Abbaye Sainte-Marie de Lagrasse (Aude), avec la congrégation des Chanoines réguliers de la Mère de Dieu[11].
- Abbaye Notre-Dame de Landèves, au diocèse de Reims (chanoines) (Ballay, Ardennes)
- Abbaye Saint-Pierre de Lesterps, diocèse de Limoges puis Angoulême (1032-1790) (chanoines) (Lesterps, Charente)
- Abbaye Notre-Dame de Livry, au diocèse de Paris (Livry-Gargan, Seine-Saint-Denis)
- Abbaye de Lonjumeau, au diocèse de Paris (chanoines)
- Abbaye Saint-Remi de Lunéville (Lunéville, Meurthe-et-Moselle)

## M

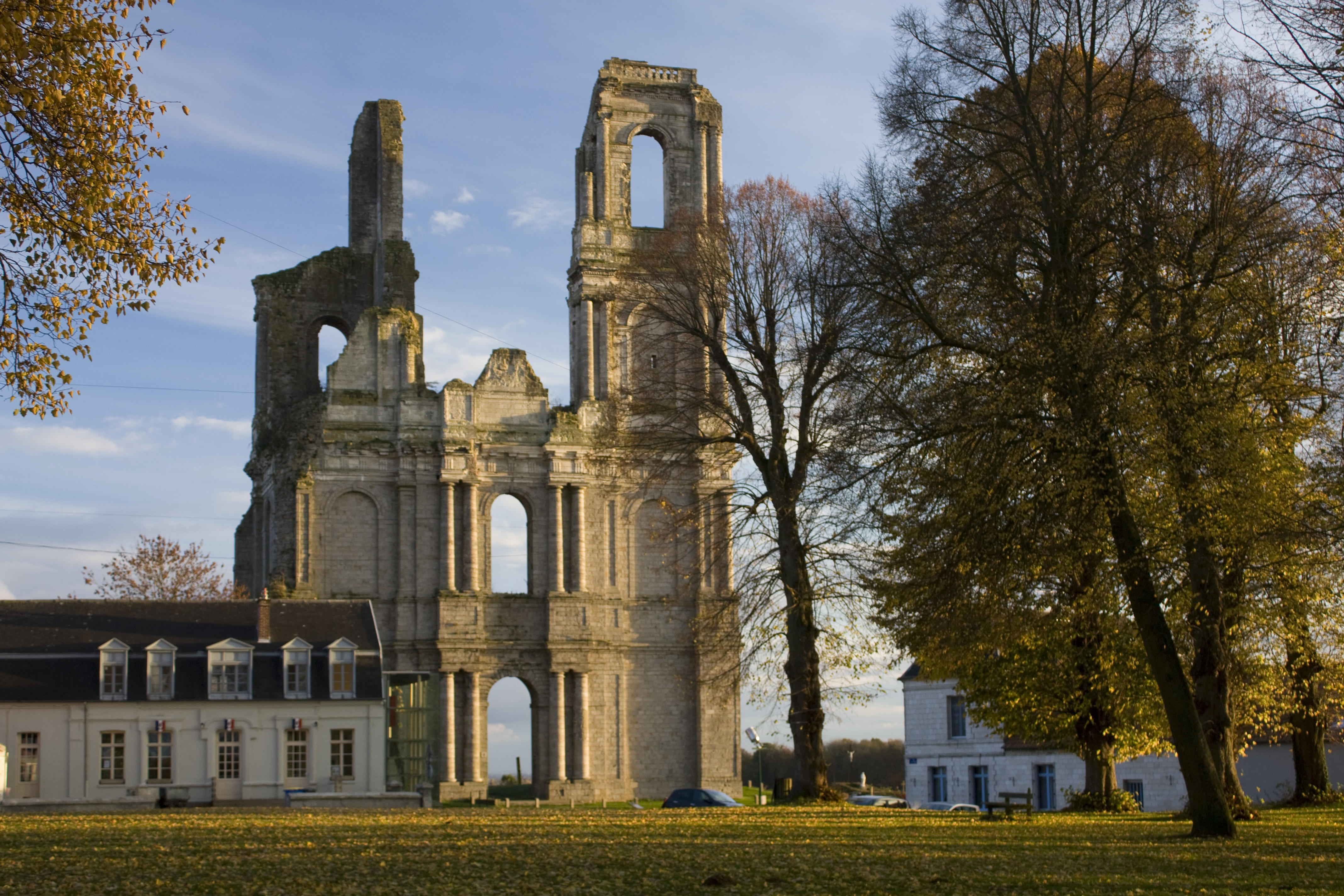
Abbaye du Mont-Saint-Éloi.

- Abbaye de la Madelaine, au diocèse de Metz (chanoinesses)
- Prieuré de Marast, Haute-Saône, Franche-Comté
- Abbaye de Marbach (Eguisheim et Obermorschwihr, Haut-Rhin, Alsace)
- Abbaye de Marœuil-les-Arras
- Abbaye de Masevaux, au diocèse de Bâle (chanoinesses) (Masevaux, Haut-Rhin)
- Abbaye de la Sainte-Trinité de Mauléon, diocèse de La Rochelle, Mauléon (Deux-Sèvres)
- Abbaye Notre-Dame de Meaux, au diocèse de Meaux (chanoinesses)
- Prieuré de Meillerie (début XIIe - 1752), Congrégation du Grand-Saint-Bernard, Meillerie, Haute-Savoie)
- Abbaye Saint-Jean de Mélinais (1183-?) (La Flèche, Sarthe)
- Abbaye Saint-Nicolas de Miseray, au diocèse de Bourges (1112-Révolution française) (Heugnes, Indre)
- Abbaye de Montbenoît, au diocèse de Besançon (chanoines)
- Abbaye du Mont-Saint-Éloi-les-Arras (1068-1793) (Mont-Saint-Éloi, Pas-de-Calais)
- Abbaye Saint-Jacques de Montfort (Montfort-sur-Meu, Ille-et-Vilaine)
- Abbaye Notre-Dame de Montmorel, diocèse d'Avranches, chanoines (1162-?) (Poilley, Manche)[12].
- Abbaye Notre-Dame de Moutier-en-Argonne, au diocèse de Châlons-sur-Marne

## N
- Abbaye Sainte-Geneviève de Nanterre (chanoinesses) - Communauté transférée à l'abbaye Sainte-Périne de Chaillot
- Abbaye Saint-Martin de Nevers, au diocèse de Nevers (chanoines) (XIIe siècle)
- Abbaye Saint-Vincent de Nieul-sur-l'Autise, diocèse de La Rochelle (1139-1715) (Nieul-sur-l'Autise, Vendée) [13].

- Abbaye Saint-Barthélemy de Noyon, au diocèse de Noyon (Noyon, Oise)[14]

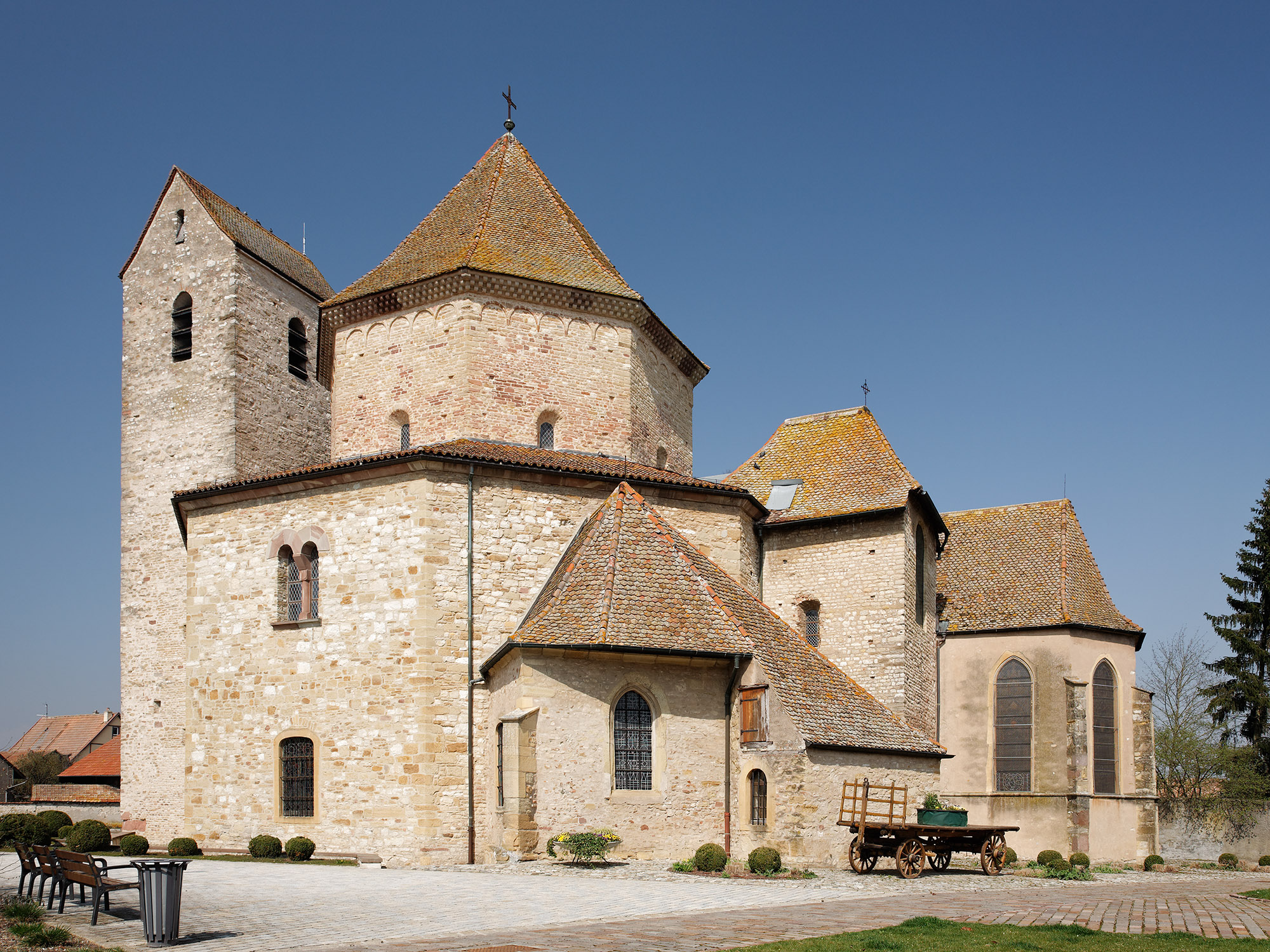
Abbaye d'Ottmarsheim.

## O
- Abbaye Notre-Dame d'Oigny (1106-?) (Oigny, Côte-d'Or)
- Abbaye Saint-Euverte d'Orléans, diocèse d'Orléans (victorins de 1140 à 1636, génovéfains de 1636 à ?) (Orléans, Loiret)
- Abbaye d'Ottmarsheim, chanoinesses, diocèse de Bâle (?-1792) (Ottmarsheim, Haut-Rhin) [15].

## P
- Abbaye Notre-Dame de Paimpont, au diocèse de Saint-Malo, chanoines (1199-) (Paimpont, Ille-et-Vilaine) [16].
- Abbaye Saint-Victor de Paris
- Abbaye Sainte-Geneviève de Paris, qui fut la maison-mère des chanoines réguliers de la congrégation de France (Génovéfains).
- Abbaye de Pébrac, au diocèse de Saint-Flour (1097-?) (Pébrac, Haute-Loire)
- Abbaye de Perray-Neuf, au diocèse d'Angers, chanoines

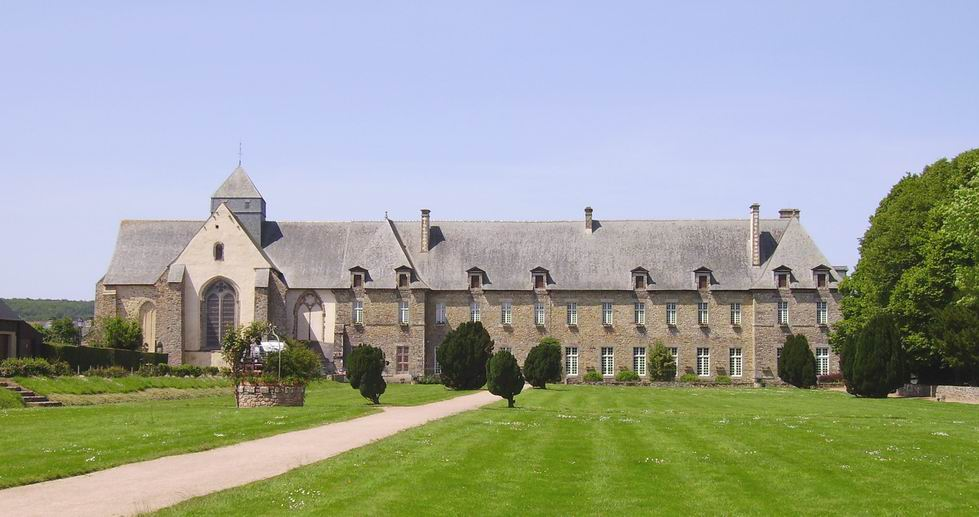
Abbaye de Paimpont (Ille-et-Vilaine).

- Abbaye Notre-Dame de la Perrigne, au diocèse du Mans, chanoinesses (Saint-Corneille, Sarthe)
- Abbaye Saint-Christophe de Phalempin, au diocèse de Tournai (Nord)
- Abbaye Notre-Dame de Pignans, au diocèse de Fréjus, sécularisée en 1668
- Abbaye Saint-Martin de Plaimpied, au diocèse de Bourges (Plaimpied-Givaudins, Cher)
- Abbaye Saint-Nicolas de Pont-à-Mousson
- Abbaye Sainte-Marie de Pornic, diocèse de Nantes (chanoines) (ancienne commune de Sainte-Marie-sur-Mer, Pornic, Loire-Atlantique)
- Abbaye de Prémy, au diocèse de Cambrai (chanoinesses) (Cambrai, Nord)
- Abbaye Saint-Jean des Prés (Josselin, Morbihan)
- Abbaye Saint-Jacques de Provins
- Abbaye de Psalmody
- Abbaye de Puyferrand, diocèse de Bourges, Le Châtelet (Cher)

## Q
- Abbaye de Quarante, au diocèse de Narbonne (982-?) (Quarante, Hérault)
- Abbaye Sainte-Élisabeth du Quesnoy, au diocèse de Cambrai, chanoinesses (1233-?) (Le Quesnoy, Nord)

## R
- Abbaye de la Réale, au diocèse de Perpignan
- Abbaye Notre-Dame de la Réau, au diocèse de Poitiers (Saint-Martin-l'Ars, Vienne)
- Abbaye de Saint-Denis de Reims, au diocèse de Reims (Reims, Marne)
- Abbaye Saint-Pierre de Rillé, au diocèse de Rennes (chanoines) (Fougères, Ille-et-Vilaine)
- Abbaye Saint-Amable de Riom, au diocèse de Clermont
- Abbaye Notre-Dame de la Roche (ou Bois-Guyon), diocèse de Paris (Lévis-Saint-Nom, Yvelines)
- Abbaye de la Roë, au diocèse d'Angers (chanoines) (La Roë, Mayenne)
- Abbaye Saint-Martin de Ruricourt : voir Abbaye de Saint-Martin-aux-Bois

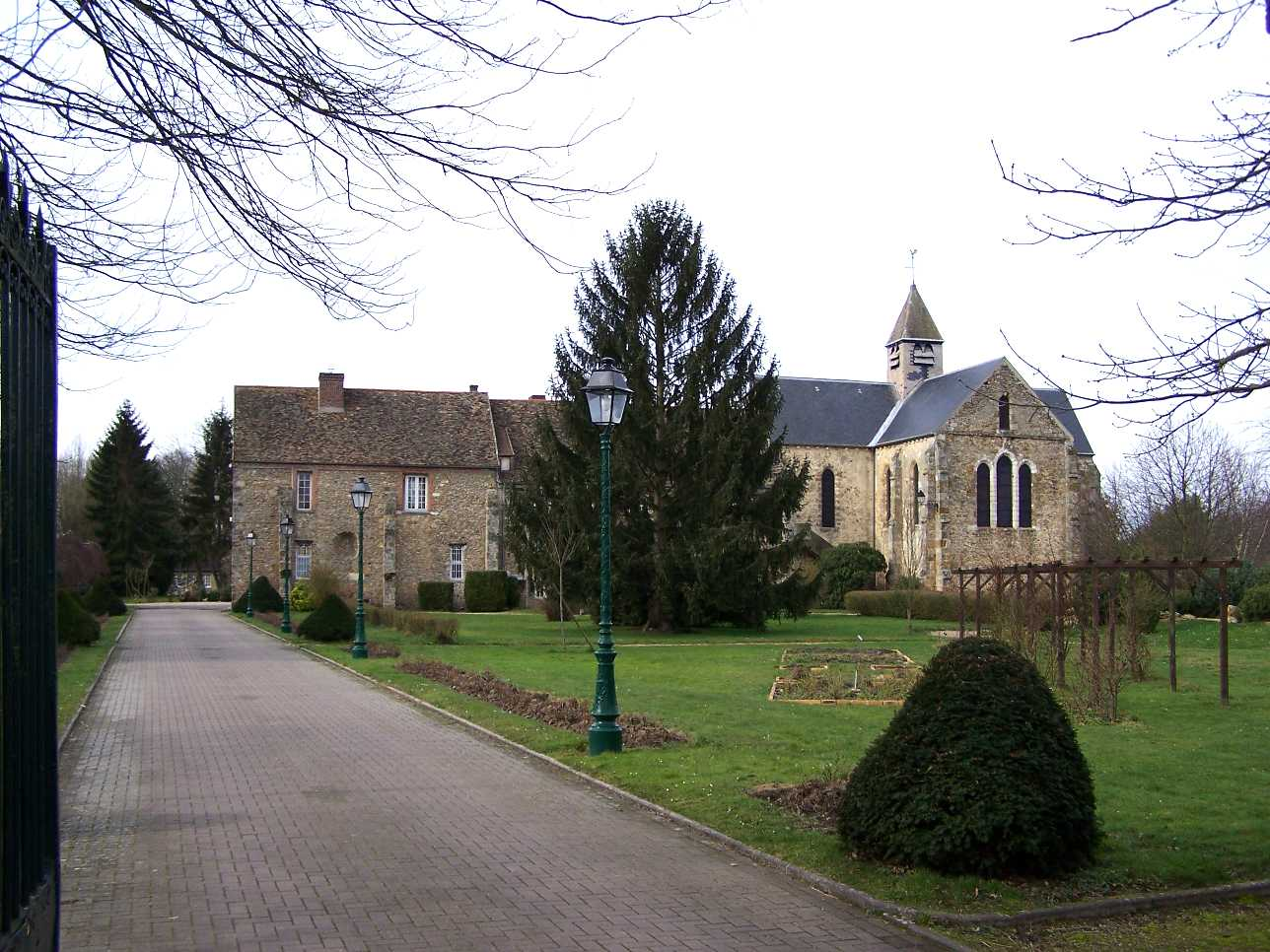
Ancienne abbaye Notre-Dame de la Roche (Lévis-Saint-Nom, Yvelines).
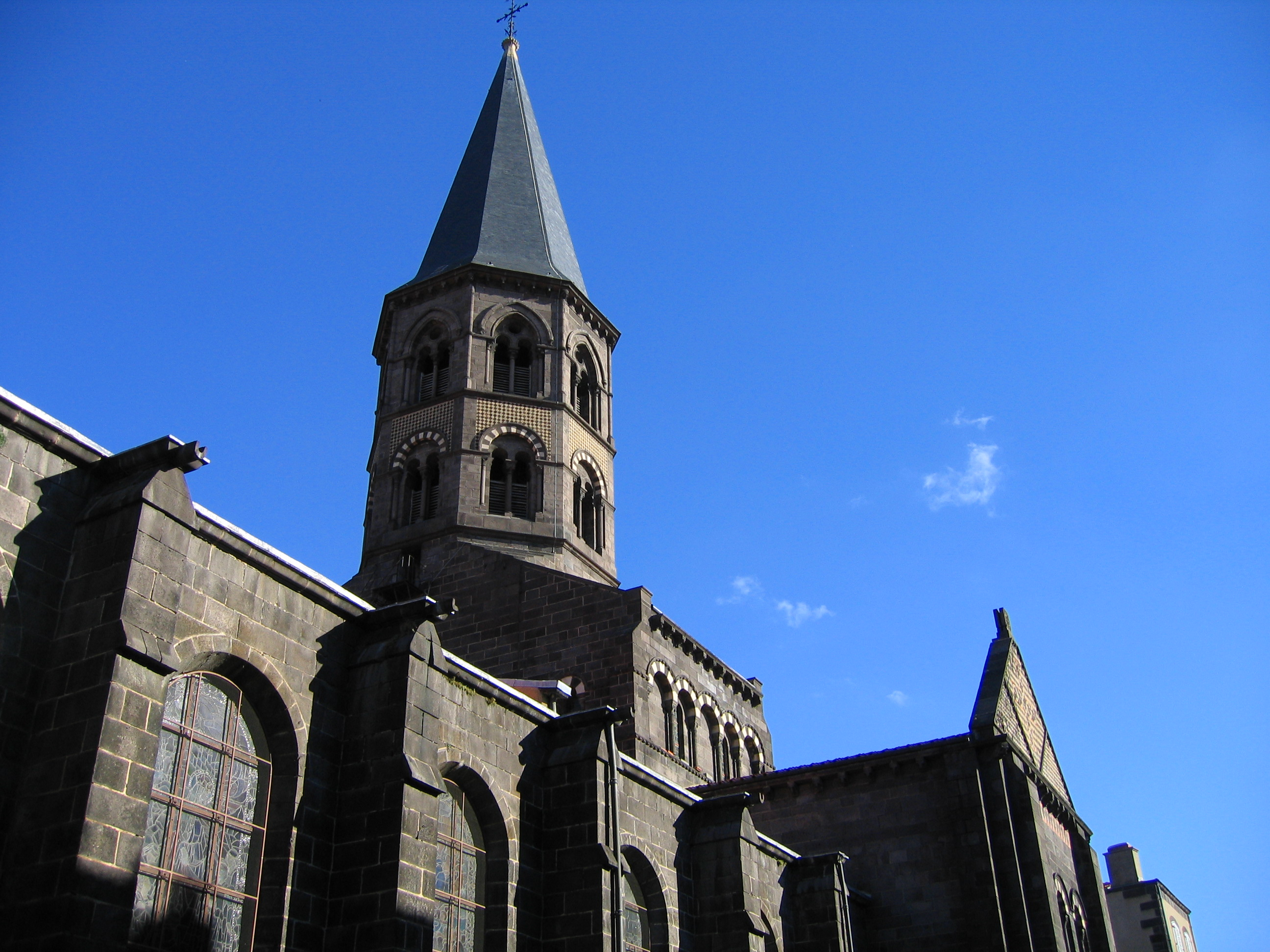
Ancienne abbaye Saint-Amable aujourd'hui Basilique saint-Amable.
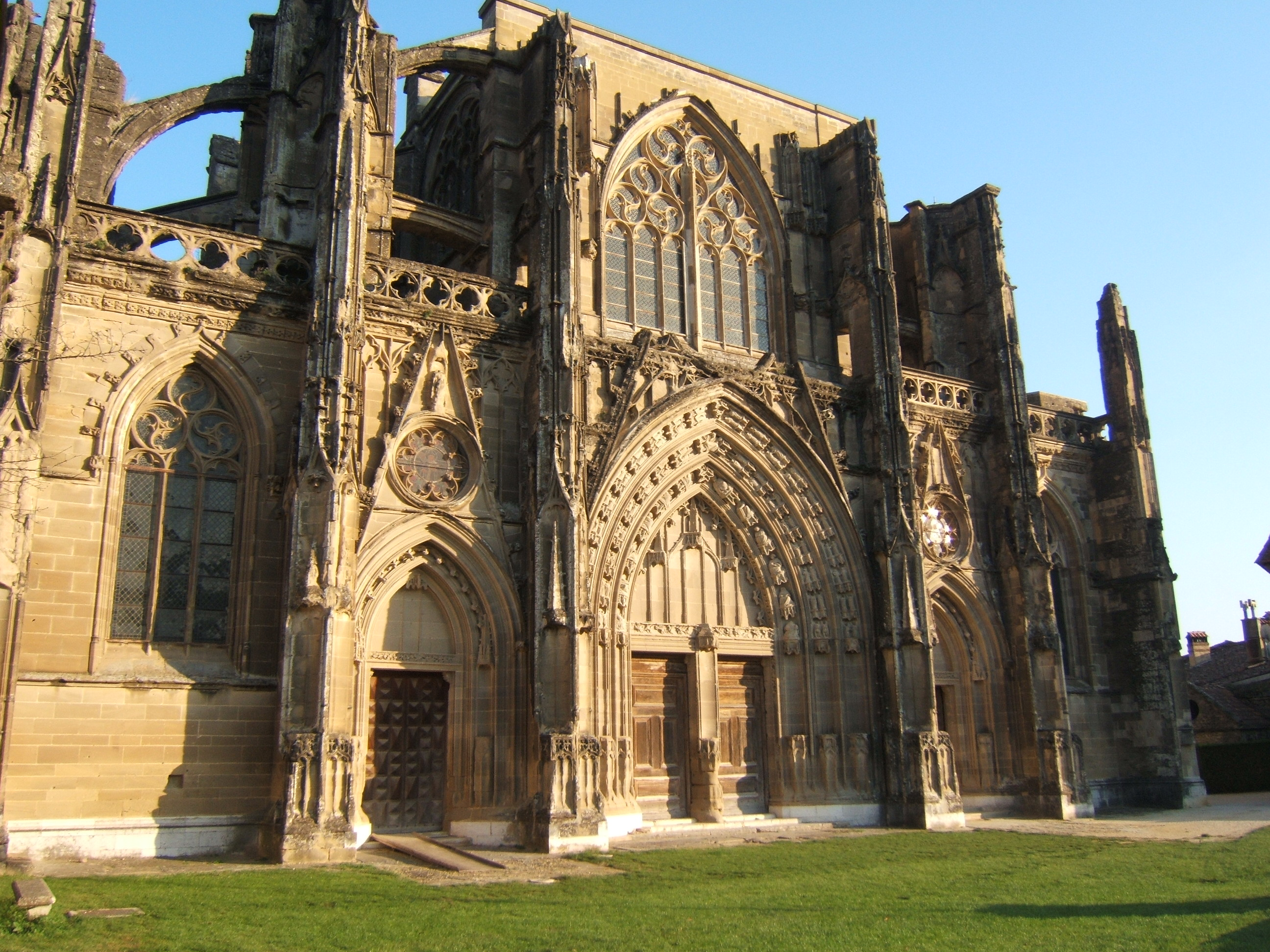
Abbaye de Saint-Antoine (Isère).

## S
- Abbaye de Sablonceaux, au diocèse de Saintes puis diocèse de La Rochelle et Saintes (Sablonceaux, Charente-Maritime) [17].
- Abbaye de Saint-Amand-de-Coly, au diocèse de Sarlat
- Abbaye Saint-Antoine de Viennois, au diocèse de Vienne (chanoines) (Saint-Antoine-l'Abbaye, Isère) - Chef-d'ordre de la congrégation des Chanoines réguliers de l'Immaculée Conception en 1896.
- Abbaye Saint-Aubert de Cambrai
- Abbaye de Saint-Chéron-lès-Chartres, au diocèse de Chartres (Eure-et-Loir)
- Abbaye de Saint-Crespin-en-Chaye, au diocèse de Soissons (Soissons, Aisne)
- Abbaye de Saint-Cyprien (Saint-Cyprien, Dordogne)
- Abbaye de Saint-Éloi-Fontaine, au diocèse de Noyon (Commenchon)
- Abbaye du Saint-Esprit, au diocèse de Béziers (chanoinesses)
- Abbaye Saint-Étienne-les-Dames, au diocèse de Soissons puis au diocèse de Reims (chanoinesses) (Reims, Marne).
- Abbaye de Saint-Georges-du-Bois, au diocèse du Mans (chanoines)
- Abbaye de Saint-Georges-sur-Loire, au diocèse d'Angers (chanoines)
- Abbaye des Filles Saint-Gervais, au diocèse de Paris (chanoinesses)
- Abbaye Saint-Jacques, au diocèse de Béziers
- Abbaye de Saint-Jean-lès-Sens (1111-?) (Sens, Yonne)
- Abbaye de Saint-Jean-en-Vallée, au diocèse de Chartres
- Abbaye Saint-Laurent-lès-Cosne, au diocèse d'Auxerre (chanoines) (Saint-Laurent-l'Abbaye, Nièvre)
- Abbaye Saint-Léon, au diocèse de Toul
- Abbaye Sainte-Croix de Saint-Lô, au diocèse de Coutances (chanoines) (1139-?)
- Abbaye de Saint-Martin-aux-Bois (ou Saint-Martin de Ruricourt), au diocèse de Beauvais (Saint-Martin-aux-Bois, Oise)
- Abbaye Saint-Memmie de Châlons, à Saint-Memmie au diocèse de Châlons
- Abbaye Saint-Menge (Memmie), au diocèse de Châlons
- Abbaye Saint-Nicolas-du-Prè, au diocèse de Verdun
- Abbaye Saint-Pantaléon, au diocèse de Toulouse (chanoinesses)
- Abbaye Saint-Paul, au diocèse de Besançon (chanoines) (Besançon, Doubs)
- Abbaye Saint-Paul de Soissons, au diocèse de Soissons (chanoinesses) (Soissons), Aisne)
- Abbaye Saint-Pierre (ou Saint-Père), au diocèse d'Auxerre (chanoines) (Auxerre, Yonne)
- Abbaye de Saint-Pierre-Mont (ou Saint-Pierremont), au diocèse de Metz (chanoines) (Lorraine)
- Abbaye de Saint-Quentin-en-Vermandois
- Abbaye Saint-Rémy, au diocèse de Nancy
- Abbaye de Saint-Riou (ou Rion), diocèse de Dol (Ploubazlanec, Côtes-d'Armor)
- Abbaye de Saint-Satur-sous-Sancerre, au diocèse de Bourges (Saint-Satur, Cher)
- Abbaye des Augustins de Saint-Savinien en Charente-Maritime.
- Abbaye de Saint-Victor-en-Caux  à Saint-Victor-l'Abbaye
- Abbaye de Saint-Vincent-aux-Bois à Saint-Maixme-Hauterive, au diocèse de Chartres (1066-?)[18] (Saint-Maixme-Hauterive, Eure-et-Loir)[19]
- Abbaye Saint-Vorles (Châtillon-sur-Seine, Côte-d'Or)
- Abbaye de Sainte-Barbe-en-Auge (Mézidon, Calvados)
- Abbaye Sainte-Catherine, au diocèse d'Apt
- Abbaye de Sainte-Marguerite
- Abbaye Saint-Thiers de Saon
- Abbaye Saint-Vincent de Senlis, au diocèse de Senlis, berceau de la congrégation de France (1065-?)
- Prieuré Saint-Maurice de Senlis, au diocèse de Senlis
- Abbaye de Sin-le-Noble (chanoinesses)
- Abbaye de Sixt, au diocèse de Genève (chanoines) (1114-1793) (Sixt-Fer-à-Cheval, Haute-Savoie) [20].
- Abbaye de Saint-Jean-des-Vignes, au diocèse de Soissons (1076-?) (Soissons, Aisne)
- Abbaye Saint-Léger de Soissons, au diocèse de Soissons (1139-?) (chanoines) (Soissons, Aisne)

## T
- Abbaye Saint-Laon de Thouars, au diocèse de Poitiers
- Abbaye Saint-Sernin de Toulouse, diocèse de Toulouse (augustinienne de 1073 à 1526) (Toulouse, Haute-Garonne)
- Abbaye Saint-Loup de Troyes, chanoines, diocèse de Troyes (Troyes, Aube) [21].
- Abbaye Saint-Martin-ès-Aires de Troyes, au diocèse de Troyes (chanoines) (Troyes)

## V
- Abbaye Notre-Dame de Vaas, au diocèse du Mans (chanoines) (Vaas, Sarthe)
- Abbaye Notre-Dame du Val (ou du Val-Notre-Dame), diocèse de Bayeux, chanoines (Saint-Omer, Calvados) [22].
- Abbaye du Val-des-Écoliers, au diocèse de Langres (1539-?)
- Abbaye Saint-Ruf de Valence, au diocèse de Valence (Valence, Drôme)
- Abbaye Saint-Jean-Baptiste de Valenciennes
- Abbaye Saint-Louis de Vernon[23], au diocèse d'Évreux (chanoinesses), Eure
- Abbaye Notre-Dame de la Vernusse (ou Vernuce), au diocèse de Bourges (Bagneux, Indre)
- Abbaye Saint-Pierre de Vertheuil, au diocèse de Bordeaux
- Abbaye Notre-Dame de Vertus, au diocèse de Châlons-sur-Marne (Vertus, Marne)
- Abbaye Notre-Dame de la Victoire, au diocèse de Senlis, fondée par Philippe-Auguste (1222-1783) (Senlis, Oise)
- Abbaye Sainte-Perrine de la Villette, au diocèse de Paris (chanoinesses) (1646-1746) (Paris) - Communauté transférée de la région de Compiègne à La Villette en 1646, puis de La Villette à l'abbaye de Chaillot en 1746.
- Abbaye Notre-Dame du Vœu, au diocèse de Coutances (chanoines) (1145-1774) (Cherbourg-Octeville, Manche)

### Articles liés
- Liste d'abbayes augustiniennes
- Alain de Solminihac
- Liste des abbayes et monastères en France et en Europe